# Municipio de Neodesha
El municipio de Neodesha (en inglés: Neodesha Township) es un municipio ubicado en el condado de Wilson en el estado estadounidense de Kansas. En el año 2010 tenía una población de 563 habitantes y una densidad poblacional de 6,27 personas por km².

## Geografía
El municipio de Neodesha se encuentra ubicado en las coordenadas 37°25′49″N 95°41′18″O / 37.43028, -95.68833. Según la Oficina del Censo de los Estados Unidos, el municipio tiene una superficie total de 89.84 km², de la cual 88,4 km² corresponden a tierra firme y (1,6 %) 1,44 km² es agua.

## Demografía
Según el censo de 2010, había 563 personas residiendo en el municipio de Neodesha. La densidad de población era de 6,27 hab./km². De los 563 habitantes, el municipio de Neodesha estaba compuesto por el 96,8 % blancos, el 1,6 % eran amerindios, el 0,71 % eran asiáticos y el 0,89 % eran de una mezcla de razas. Del total de la población el 1,6 % eran hispanos o latinos de cualquier raza.